# 바니 카푸르
바니 카푸르(힌디어: वाणी कपूर, 영어: Vaani Kapoor, 1988년 8월 23일 ~ )는 인도의 배우, 모델이다.